# Metro de Moscou
El Metro de Moscou (en rus: Московский метрополитен, IPA: [mɐskofskʲɪj mʲɪtrəpəlʲɪtɛn]) és un sistema de transport subterrani que dona servei a Moscou, Rússia, i a les ciutats veïnes de Krasnogorsk, Reutov, Lyubertsy i Kotelniki pertanyents a l'óblast de Moscou. Es va inaugurar el 1935 i inicialment constava d'una línia d'uns 11 km i 13 estacions. Va ser el primer sistema de transport subterrani de la Unió Soviètica. Des del 2019, el Metro de Moscou, excloent la Línia Circular Central l el Monocarril de Moscou, compta amb 232 estacions —263 incorporant-hi la Línia Circular. Tenia una longitud de 397,3 km, i era aleshores el cinquè més llarg del món. És majoritàriament subterrani, i s'enfonsa fins a 84 metres a l'estació del Parc Pobedy, una de les mes profundes del món. És el sistema de metro més freqüentat d'Europa i una atracció turística en si mateix.

## Operacions
El Metro de Moscou, una empresa paraestatal, de 381 km de llarg i consta de dotze línies i 223 estacions que s'organitzen en un centre de connexions de distribució radial. La majoria surten del centre de Moscou cap a les zones perifèriques. La Línia Koltsevaya (línia 5) forma un cercle d'uns vint quilòmetres. La Línia Circular Central (línia 14) consta d'uns 54 km de llarg i s'utilitza com un servei a la perifèria d'àmbit mitjà. La majoria de les estacions i les línies són subterrànies, però algunes tenen seccions en grau superior i elevades: la Línia Filyovskaya, la Butovskaya i la Línia Circular Central són les tres línies de circulació superior.
La xarxa de metro moscovita, utilitza el gauge rus de 1,520 mil·límetres (60 polzades), com altres ferrocarrils russos, i un tercer carril amb un subministrament de 825 V DC, excepte les línies 13 i 14. La distància mitjana entre estacions és 1,7 km. La mes curta és de 502 metres, entre Vystavochnaya i Mezhdunarodnaya. La més llarga, de 6.627 km, entre Krylatskoye i Strogino. Les distàncies més grans entre les estacions tenen com a efecte positiu, una major velocitat punta de fins a 41,7 km/h.
El Metro de Moscou obre a les 05:25 i tanca a la 01:00. El temps d'obertura exacte varia en diferents estacions d'acord amb l'arribada del primer tren. Totes les estacions tanquen simultàniament les seves entrades a la 01:00 per manteniment i, per tant, també la zona de transferències entre línies. L'interval mínim entre trens és de 90 segons durant les hores punta de matí i de nit.
Durant el 2017 el sistema de metro va tenir una mitjana diària de 6,99 milions de passatgers. El 26 de desembre de 2014 es va registrar un màxim de 9,71 milions d'usuaris.
La xarxa Wi-Fi gratuïta està disponible a totes les línies del metro de Moscou des de l'1 de desembre de 2014. Aquesta xarxa va ser creada per MaximaTelecom.

### Estacions
De les 232 estacions, 88 tenen una marcada profunditat, 123 son superficials, 12 de superfície i 5 son elevades.
Les estacions profundes comprenen 55 del tipus piló de triple volta, 19 amb columnes de triple volta, i una estació de volta única. Les estacions superficials comprenen 79 construïdes amb columnes esteses (una bona part seguint el disseny del centpeus), 33 amb volta única (tecnologia Kharkov), i 3 amb un sol corredor. A més, hi ha 12 estacions de nivell terrestre, quatre estacions elevades i una estació (Vorobyovy Gory) en un pont. Dues estacions tenen tres pistes i una té dues sales. Set de les estacions tenen plataformes laterals (només una d'elles és subterrània). A més, hi havia dues estacions temporals dins de les drassanes. Una estació està reservada per al servei futur (Delovoy Tsentr per la línia Kalininsko-Solntsevskaya).

Les estacions que es van construir sota el règim de Stalin, en l'estil de arquitectura estalinista, eren concebudes com a palaus subterranis per al poble. Estacions com Komsomolskaya, Kiyevskaya o Mayakovskaya i altres van ser construïdes després de 1935, durant la segona fase d'eixample de la xarxa. Actualment són llocs turístics, que es caracteritzen per una arquitectura fotogènica, grans llums d'aranya i una decoració detallista inusual per a un sistema de transport urbà.

### Línies
Cada línia s'identifica per un nom, un índex alfanumèric (normalment consisteix en sols un número) i un color. El color assignat a cada línia per a la visualització en mapes i senyals és el seu identificador col·loquial, a excepció de les línies verdes i blaves assignades a les línies Kakhovskaya, la Zamoskvoretskaya, la Lyublinsko-Dmitrovskaya, i la Butovskaya (rutes 11, 2, 10, i 12). La propera estació és anunciada per una veu masculina als trens entrants cap al centre de la ciutat, mentre que a la Línia Circular, als trens son anunciats per una veu femenina als trens de sortida (trens contraris a la Línia Circular).

Mapa de Moscou Metro, monocarril i Cercle Central amb plans futurs (2023).

| Color & índex                    | Nom transcrit                     | Nom original                     | Data obertura | Darrera extensió | Longitud(km) | Estacions                                                  | Dist. Mitj. |
| -------------------------------- | --------------------------------- | -------------------------------- | ------------- | ---------------- | ------------ | ---------------------------------------------------------- | ----------- |
|                                  | Sokolnicheskaya                   | Сокольническая                   | 1935          | 2019.12          | 44.5         | 26                                                         | 1.71        |
|                                  | Zamoskvoretskaya                  | Замоскворецкая                   | 1938.09       | 2018             | 42.8         | 24                                                         | 1.86        |
|                                  | Arbatsko-Pokrovskaya              | Арбатско-Покровская              | 1938.03       | 2012             | 45.1         | 22                                                         | 2.15        |
|                                  | Filyovskaya                       | Филёвская                        | 1958 (1935)   | 2006             | 14.9         | 13                                                         | 1.24        |
|                                  | Koltsevaya (Cercle)               | Кольцевая                        | 1950          | 1954             | 19.3         | 12                                                         | 1.61        |
|                                  | Kaluzhsko-Rizhskaya               | Калужско-Рижская                 | 1958          | 1990             | 37.8         | 24                                                         | 1.63        |
|                                  | Tagansko-Krasnopresnenskaya       | Таганско-Краснопресненская       | 1966          | 2015.08          | 42.2         | 23                                                         | 1.92        |
|                                  | Kalininskaya                      | Калининская                      | 1979          | 2012             | 16.3         | 8                                                          | 2.36        |
|                                  | Solntsevskaya                     | Солнцевская                      | 2014          | 2018.01          | 24.8         | 12                                                         | 2.26        |
|                                  | Serpukhovsko-Timiryazevskaya      | Серпуховско-Тимирязевская        | 1983          | 2002             | 41.5         | 25                                                         | 1.72        |
|                                  | Lyublinsko-Dmitrovskaya           | Люблинско-Дмитровская            | 1995          | 2018             | 38.3         | 23                                                         | 1.74        |
|                                  | Bolshaya Koltsevaya (Cercle gran) | Большая кольцевая                | 2018          | 2018             | 12.6         | 6                                                          | 2.1         |
|                                  | Kakhovskaya                       | Каховская                        | 1995 (1969)   | 1969             | 3.3          | 3 (2 estacions perquè Kakhovskaya és tancat fins que 2021) | 1.65        |
|                                  | Butovskaya                        | Бутовская                        | 2003          | 2014.02          | 10.0         | 7                                                          | 1.67        |
|                                  | Nekrasovskaya                     | Некрасовская                     | 2019          | 2019             | 6.9          | 4                                                          | 1.73        |
| Total:                           | Total:                            | Total:                           | Total:        | Total:           | 397.3        | 232                                                        | 1.50        |
|                                  | Monocarril                        | Монорельс                        | 2004          | 2004             | 4.7          | 6                                                          | 0.94        |
|                                  | Moscou Cercle Central             | Московское центральное кольцо    | 2016          | 2016             | 54.0         | 31                                                         | 1.74        |
| Total (incloent línies 13 i 14): | Total (incloent línies 13 i 14):  | Total (incloent línies 13 i 14): | 1935          | 2018             | 456          | 269                                                        | 1.76        |
| 1. 2. 3. 4. 5. 6.                |                                   |                                  |               |                  |              |                                                            |             |

### Línia Circular Central urbana (Línia 14)

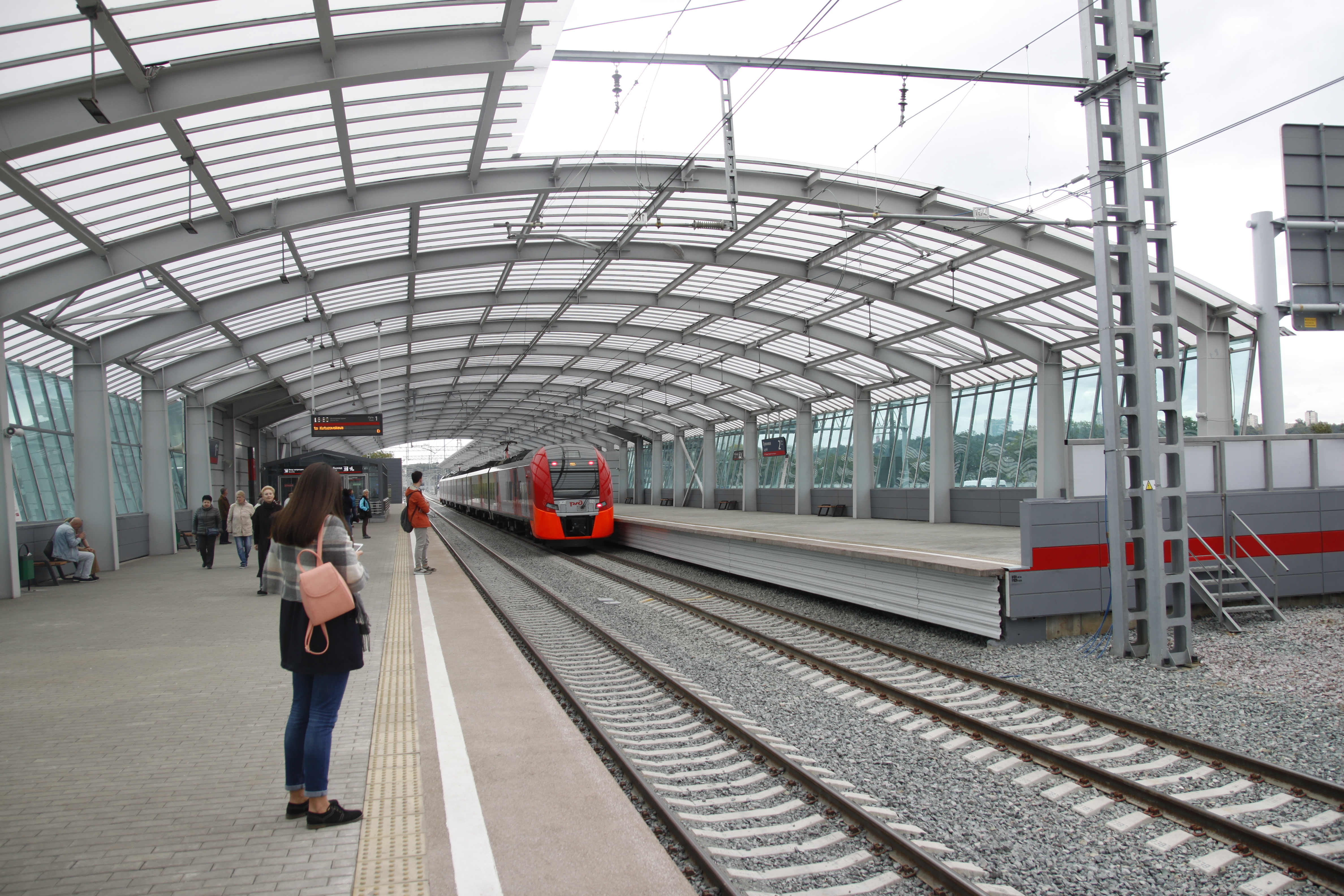
Estació Luzhniki de la Línia Central

El 2012 es va donar a conèixer la proposta de reconstrucció de la Línia Circular Central en una línia de metro metropolitana amb servei de passatgers d'ús freqüent. Noves estacions i pistes van ser construïdes entre 2014-2016 i la línia es va obrir als passatgers el setembre 2016. Aquesta línia central va agafar el número 14 de la xarxa de metro de Moscou. La línia augmenta la força global de la xarxa de metro i alleuja la congestió de la línia Koltsevaya. Els ferrocarrils russos es van triar com a subcontractistes del projecte.
A diferència del transbordament directe entre línies de metro convencionals, totes les estacions de transbordament de la línia 14 amb altres línies de metro requereixen que els passatgers surtin de la porta de l'entrada i entrin a l'estació oposada. El transbordament entre la línia 14 i la resta de línies de metro és gratuïta, si el transbordament es produeix abans de 90 minuts.

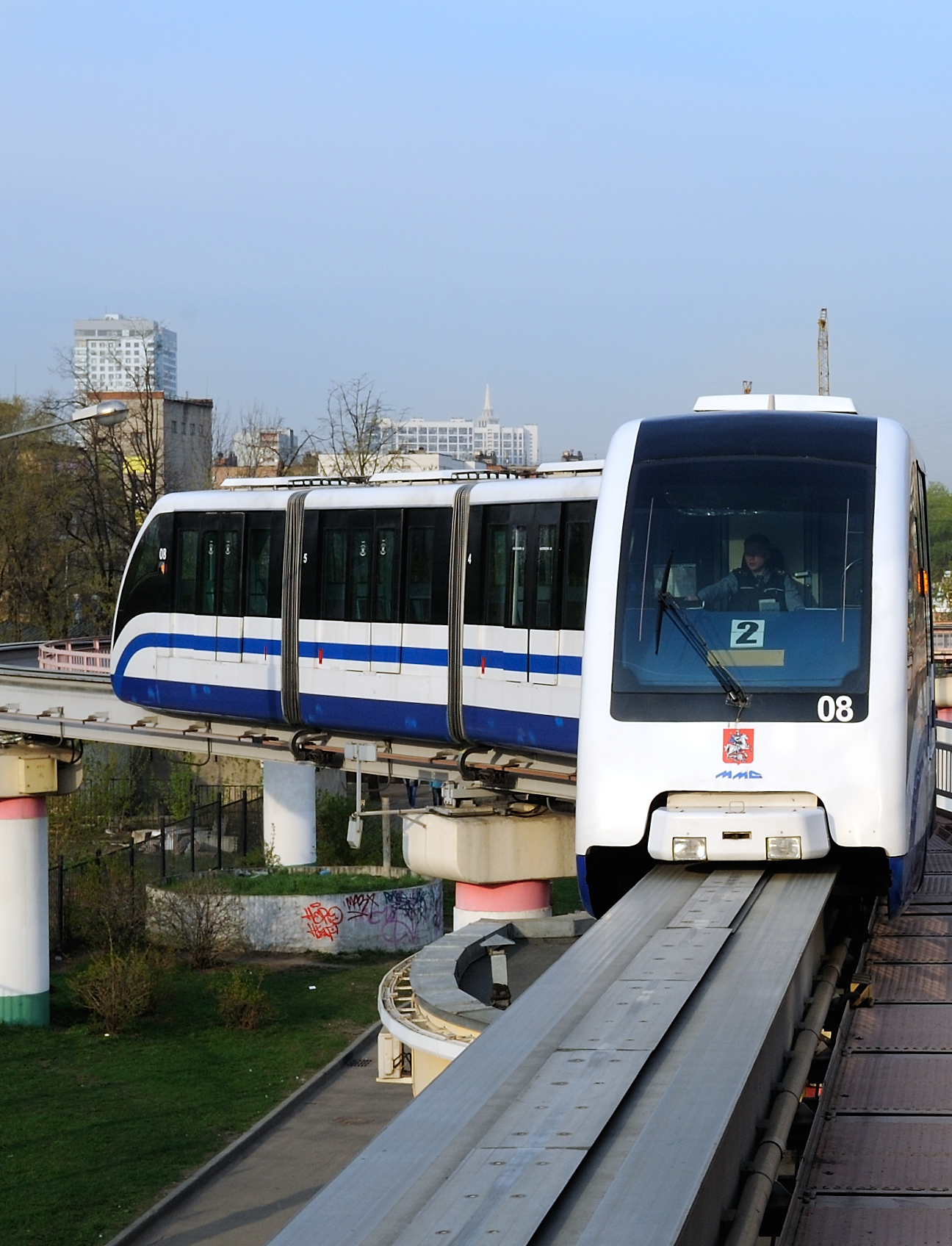
Monorail a l'Estació de Timiryazevskaya

### Monorail de Moscou (Línia 13)
El monorail de Moscou és una línia d'un sol rail de 4,7 quilòmetres de llarg que es troba al Districte Administratiu Nord Oriental de Moscou, Rússia que va obrir el gener de 2008. Enllaça les estacions de metro de Timiryazevskaya per Fonvisinskaya i VDNHa fins al carrer de Sergeya Eisensteina. La línia de monorail té actualment sis estacions. La planificació del monorail a Moscou va començar el 1998. Aquest va ser un projecte únic desenvolupat per empreses russes, que no tenien experiència prèvia en la construcció de monorail. La ciutat de Moscou va gastar 6.335.510.000 rubles (uns 240 milions de dòlars EUA) en la construcció.
L'interès de les autoritats russes pel monorail obeeix a la congestió del trànsit amb vehicle privat, que es donava a la ciutat de Moscou en la dècada dels noranta del segle xx. cosa que va interferir significativament amb el transport públic. Les autoritats van apostar per aquest projecte, fent una campanya publicitària per demostrar que els monorails, serien entre 5-7 vegades més barats que la construcció de noves línies de metro subterrànies.

### Trens
Des del començament, les andanes han tingut com a mínim 155 metres de longitud per acomodar trens de vuit cotxes. Les úniques excepcions són la Línia Filyovskaya: Vystavochnaya, Mezhdunarodnaya, Studencheskaya, Kutuzovskaya, Fili, Bagrationovskaya, Parc Filyovsky i Pionerskaya, que només permeten trens de sis cotxes. Aquesta llista inclou totes les estacions de nivell terrestre de la línia, excepte Kuntsevskaya, que permet trens de longitud normal.

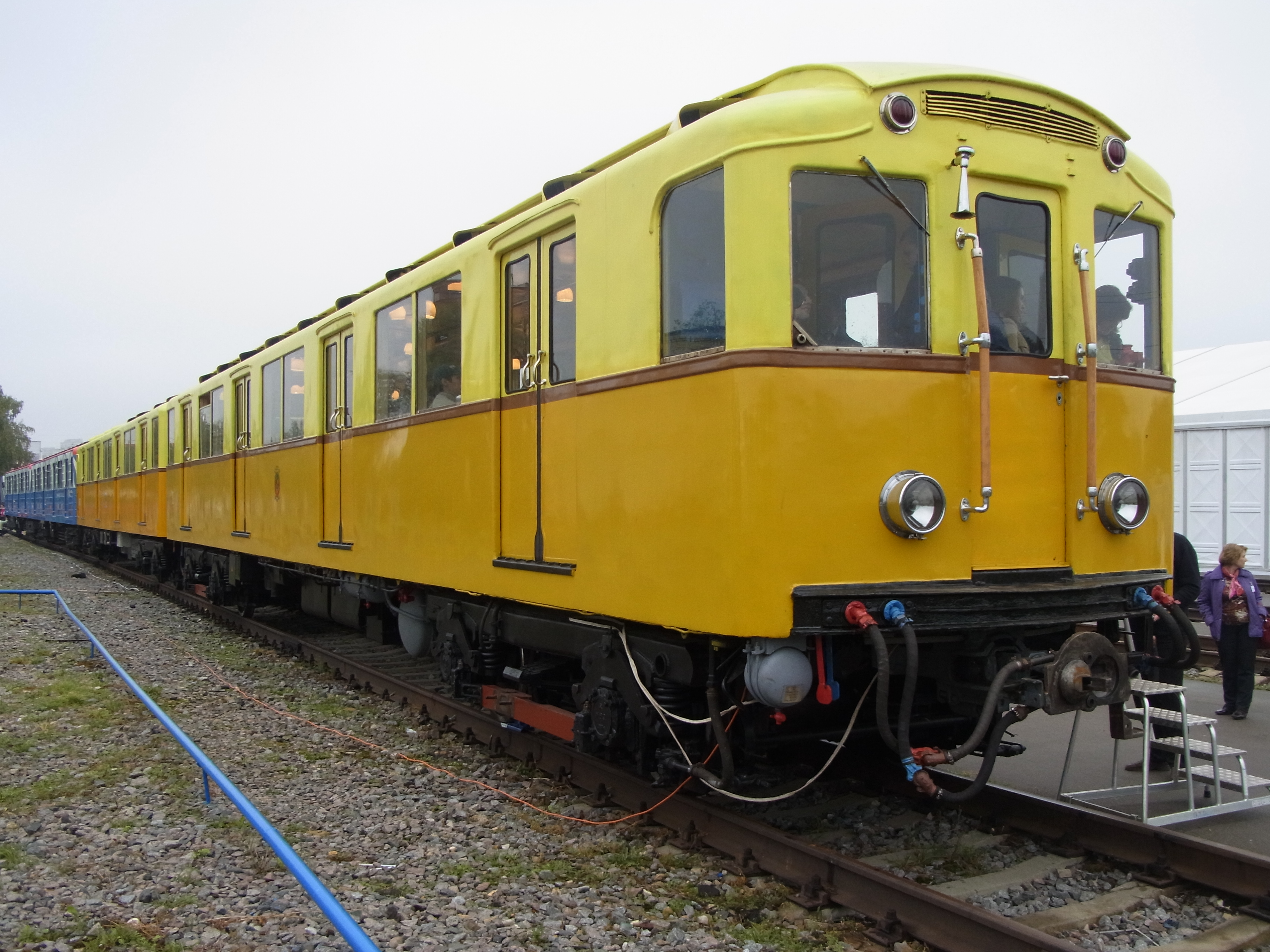
Tren del tipus-A

Els trens de les línies Zamoskvoretskaya, Kaluzhsko-Rizhskaya, Tagansko-Krasnopresnenskaya, Kalininskaya, Serpukhovsko-Timiryazevskaya i Lyublinsko-Dmitrovskaya tenen vuit cotxes. La línia Sokolnicheskaya set cotxes, i a la línia Koltsevaya i Kakhovskaya hi ha sis cotxes. Les línies Filyovskaya i Arbatsko-Pokrovskaya també tenien trens de sis i set cotxes, però ara utilitzen trens de quatre i cinc cotxes d'un altre tipus.

#### Segona Guerra Mundial
El trens tipus V eren anteriorment de la Berlín U-Bahn dels trens de Classe C entre 1945 i 1969, fins a la seva retirada completa el 1970. Van ser transportats des del Berlín U-Bahn durant l'ocupació soviètica. Els trens tipus A i B van ser fets a mida des de l'obertura.
- Un-tipus
- B-Tipus
- V-4-tipus (Classe de Berlín anterior C-1)
- V2-tipus (Classe de Berlín anterior C-2)

#### Era moderna
- G-tipus
- D-Tipus
- E-Tipus
- Jo-2-tipus (81-715.2/716.2)
- 81-717/81-714-tipus
- 81-717.5Un/81-714.5Un-tipus
- 81-717.6-714.6-tipus
- 81-720/721-tipus ("Yauza")
- 81-740/741-tipus ("Rusich")
- 81-760/761-tipus ("Oka")
- 81-765/766/767-tipus ("Moscou")
- Intamin P30 tren (opera en la línia de Monocarril)
- ES2G Lastochka tren (opera en el Moscou línia de Cercle Central)

Actualment, el Metro opera amb trens de 81 tipus. El material rodant a la línia de Koltsevaya sera reemplaçat per 81-740 / 741 trens d'automòbils de quatre vehicles. La Línia Butovskaya va ser dissenyada per estàndards diferents, i té plataformes més curtes (de 96 metres de llarg). Utilitza trens articulats 81-740 / 741, que consisteixen en tres cotxes (encara que la línia també pot utilitzar trens tradicionals de quatre cotxes). En la Línia Circular Central, s'utilitzen trens Lastochka, que consisteixen en màquines de cinc cotxes.

## Història

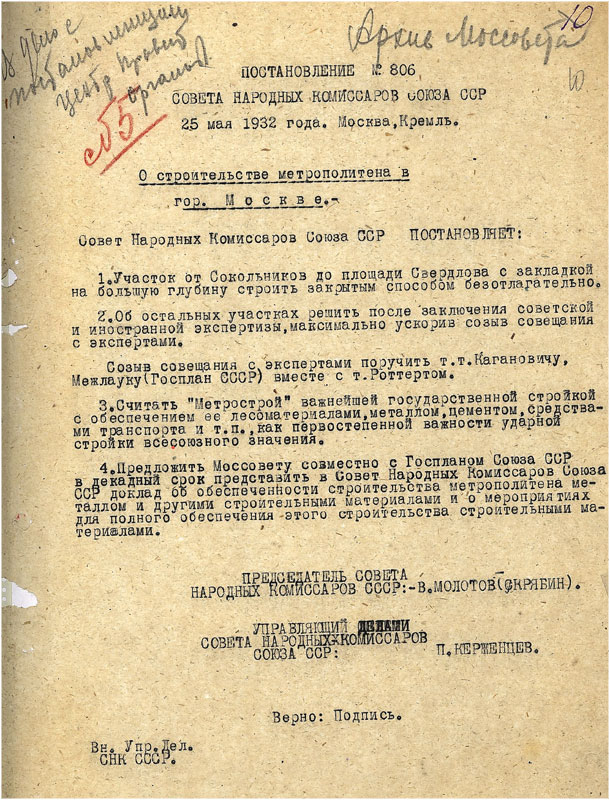
Resolució del govern soviètic per construir el Metro de Moscou

Els primers plans per a un sistema de metro a Moscou es remunten a l'Imperi Rus, però van ser ajornats per la Primera Guerra Mundial, la Revolució d'octubre i la Guerra Civil russa. El 1923, l'Ajuntament de Moscou va constituir l'Oficina de Disseny de Ferrocarrils Subterranis dins el Comitè de Ferrocarrils Urbans de Moscou. Es van dur a terme estudis preliminars, i el 1928 ja s'havia desenvolupat un projecte per a la primera ruta des de Sokolniki fins al centre de la ciutat. Al mateix temps, es va fer una oferta a l'empresa alemanya Siemens Bauunion per presentar el seu propi projecte per a la mateixa ruta. Al juny de 1931 va ser aprovada la decisió per començar la construcció del Metro de Moscou per ordre del Comitè Central del Partit Comunista de la Unió Soviètica. El gener de 1932 es va aprovar el pla per a les primeres línies, i el 21 de març de 1933 el govern soviètic va aprovar un pla per a 10 línies amb una longitud total de la ruta de 80 km.
Les primeres línies van ser construïdes utilitzant el pla general de Moscou dissenyat per Làzar Kaganóvitx, juntament amb els seus directors de projectes Ivan M. Kuznetsov I, més tard, Isaac Y. Segal, entre els anys 30 i els 50. El metro seria conegut, després de la seva participació fins al 1955, com a Metropoliten im. LM Kaganovicha. Els enginyers de construcció del Metro de Moscou van consultar amb els seus homòlegs del Metro de Londres, que és el sistema de metro més antic del món. En part, a causa d'aquesta connexió, el disseny de l'Estació de Gants Hill de Londres, que es va acabar molt més tard, és una reminiscència d'una estació de metro de Moscou. Els treballadors soviètics van fer els treballs de construcció i disseny, però les principals obres d'enginyeria, rutes i plans de construcció van ser gestionades per especialistes contractats al metro de Londres. Els britànics van sol·licitar la creació de túnels en lloc de la tècnica de l'"excavació a cel obert", l'ús d'escales mecàniques en comptes d'ascensors, rutes i el disseny del material rodant. El zel de la NKVD es va fer evident quan la policia secreta va arrestar a nombrosos enginyers britànics per espionatge, ja que coneixien a fons la distribució física de la ciutat. Els enginyers de l'Empresa Elèctrica Vickers Metropolitana (Metrovick) van rebre un judici exemplar i van ser deportats el 1933, finalitzant així la participació dels negocis britànics a la URSS.

### Primeres quatre etapes de construcció
La primera línia es va obrir al públic el 15 de maig de 1935 a les 07:00 h. Tenia 11 quilòmetres de llargada i incloïa 13 estacions. Aquell dia es va celebrar com una victòria tecnològica i ideològica del socialisme i, per extensió, de l'estalinisme. Es calcula que 285.000 persones van viatjar al metro en el seu debut, i el seu disseny va ser rebut amb orgull per la població. Les celebracions al carrer van comptar amb desfilades, obres de teatre i concerts. El Teatre Bolxoi va representar una actuació coral per 2.200 treballadors del metro. Es van distribuir 55.000 cartells de colors, elogiant el metro com el més freqüentat i el més ràpid del món, i es van repartir 25.000 exemplars de les Cançons dels Joiosos Conqueridors del Metro. Aquesta campanya publicitària, produïda pel govern soviètic, va subratllar la superioritat del metro de Moscou sobre tots els altres metros de les societats capitalistes, i el paper del metro com a prototip del futur soviètic. El metro de Moscou va assolir una mitjana de 47 km/h (29 mph) i tenia una velocitat màxima de 80 km/h (50 mph). En comparació, els trens de Metro de Nova York havien assolit una mitjana de 25 milles per hora (40 km/h), amb una velocitat màxima de 45 milles per hora (72 km/h). Tot i que la celebració va ser una expressió d'alegria popular, va ser també una mostra de propaganda eficaç, que va legitimar el Metro i en va declarar el seu èxit.
La línia inicial va connectar Sokolniki amb Okhotny Ryad, i després es va dirigir al Park Kultury i Smolenskaya. Aquesta última branca es va estendre cap a l'oest cap a una nova estació, Kiyevskaya, el març de 1937. Era la primera línia del Metro que travessava el riu Moskvà per sobre del Pont del Metro Smolensky.
La segona etapa va ser completada abans de la guerra. El març de 1938, la línia Arbatskaya, es va dividir i s'estengué cap a l'estació Kurskaya (actualment la línia blava Arbatsko-Pokrovskaya). El setembre de 1938, la línia Gorkovskaya es va obrir entre Sokol i Teatralnaya. Aquí l'arquitectura tenia les arrels de les estacions més populars existents (Krasniye Vorota, Okhotnyi Ryad i Kropotkinskaya). Se seguia l'estil popular art déco, fusionat amb temes socialistes. Al mateix temps es va construir la primera estació de columnes en profunditat coneguda com a Mayakovskaya.
Les obres de construcció de la tercera etapa es van retardar (però no van ser interrompudes) durant la Segona Guerra Mundial. Es van posar en servei dues seccions de metro: Teatralnaya–Avtozavodskaya; tres estacions, travessant el Riu Moskva, a través d'un túnel profund; i les quatre estacions de la línia Kurskaya–Partizanskaya, inaugurades entre el 1943 i 1944 respectivament. A conseqüència dels efectes del conflicte, es van substituir les visions socialistes per les bel·licistes en el disseny arquitectònic d'aquestes estacions. Durant la batalla de Moscou a la tardor i l'hivern de 1941, es van utilitzar estacions de metro com a refugis antiaeris. El Consell de Ministres va traslladar les seves oficines a les andanes de l'estació Mayakovskaya, on Stalin va fer intervencions públiques en diverses ocasions. L'estació Chistiye Prudy també va ser emmurallada i es va establir com a seu de la Defensa Aèria.
Després de la guerra finalitzada el 1945, es va iniciar la construcció de la quarta etapa del metro, que incloïa la Línia Koltsevaya, una part important del la línia Arbatsko-Pokrovskaya, des de Ploshchad Revolyutsii a Kievskaya, i una extensió en superfície a Pervomaiskaya, als principis de la dècada dels 50. Es considera que la decoració i el disseny característic del Metro de Moscou va arribar al seu zenit en aquestes estacions. La Línia Koltsevaya va ser planejada per primera vegada com una línia sota el Sadovoye Koltso ('anell dels jardins'), una avinguda ampla que cenyeix les fronteres del centre de la ciutat de Moscou. La primera part de la línia, de Park Kultury a Kurskaya (1950), segueix aquesta avinguda. Els plans es van canviar més endavant, i la part nord de la Línia Circular, corre a 1-1,5 km, fora del Sadovoye Koltso, proporcionant així servei per a set terminals de ferrocarril. La següent part de la línia Koltsevaya va obrir-se el 1952 (Kurskaya-Belorusskaya), i el 1954 es va completar la línia circular.

### En la Guerra Freda

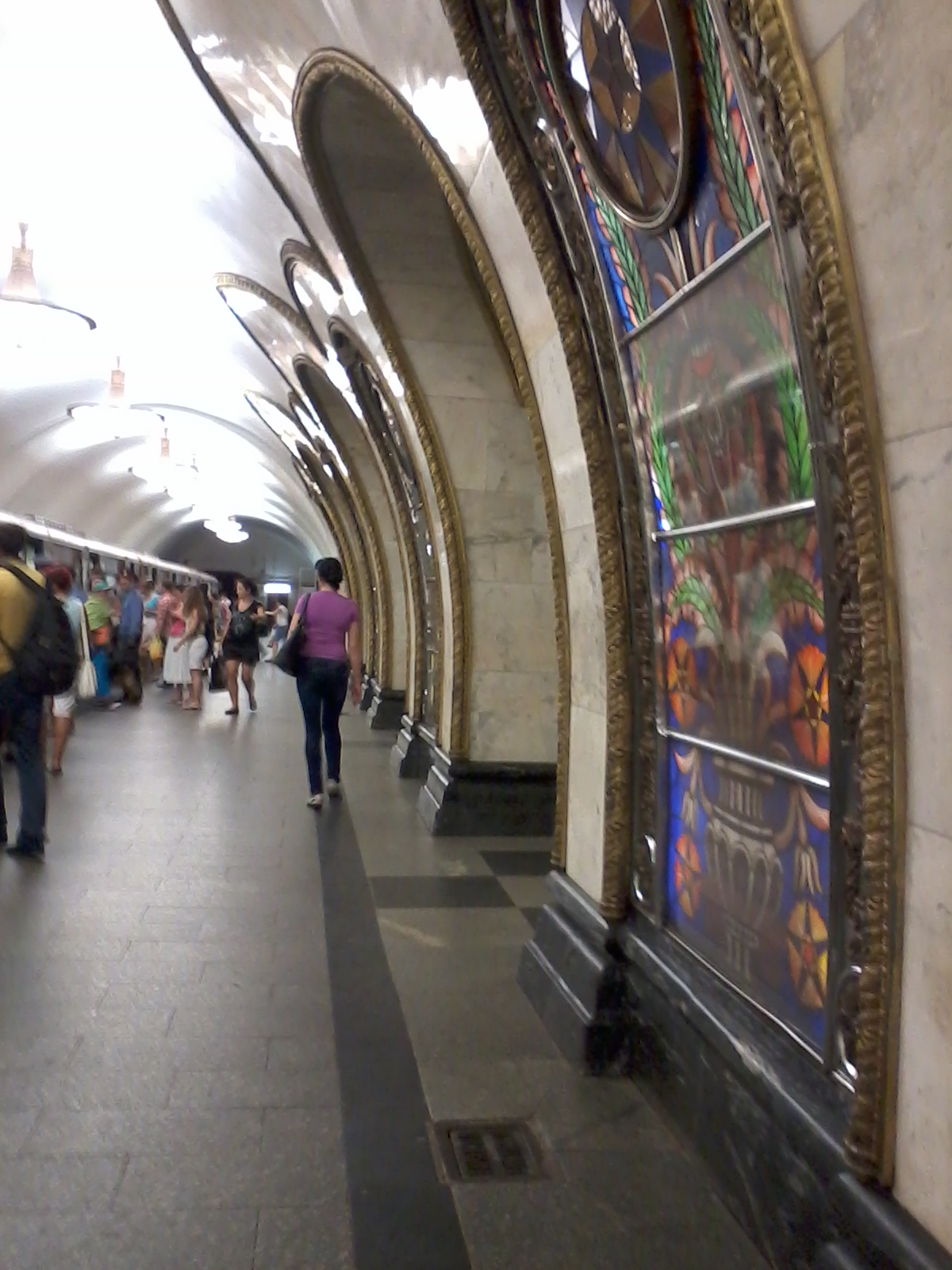
Estació Novoslobodskaya

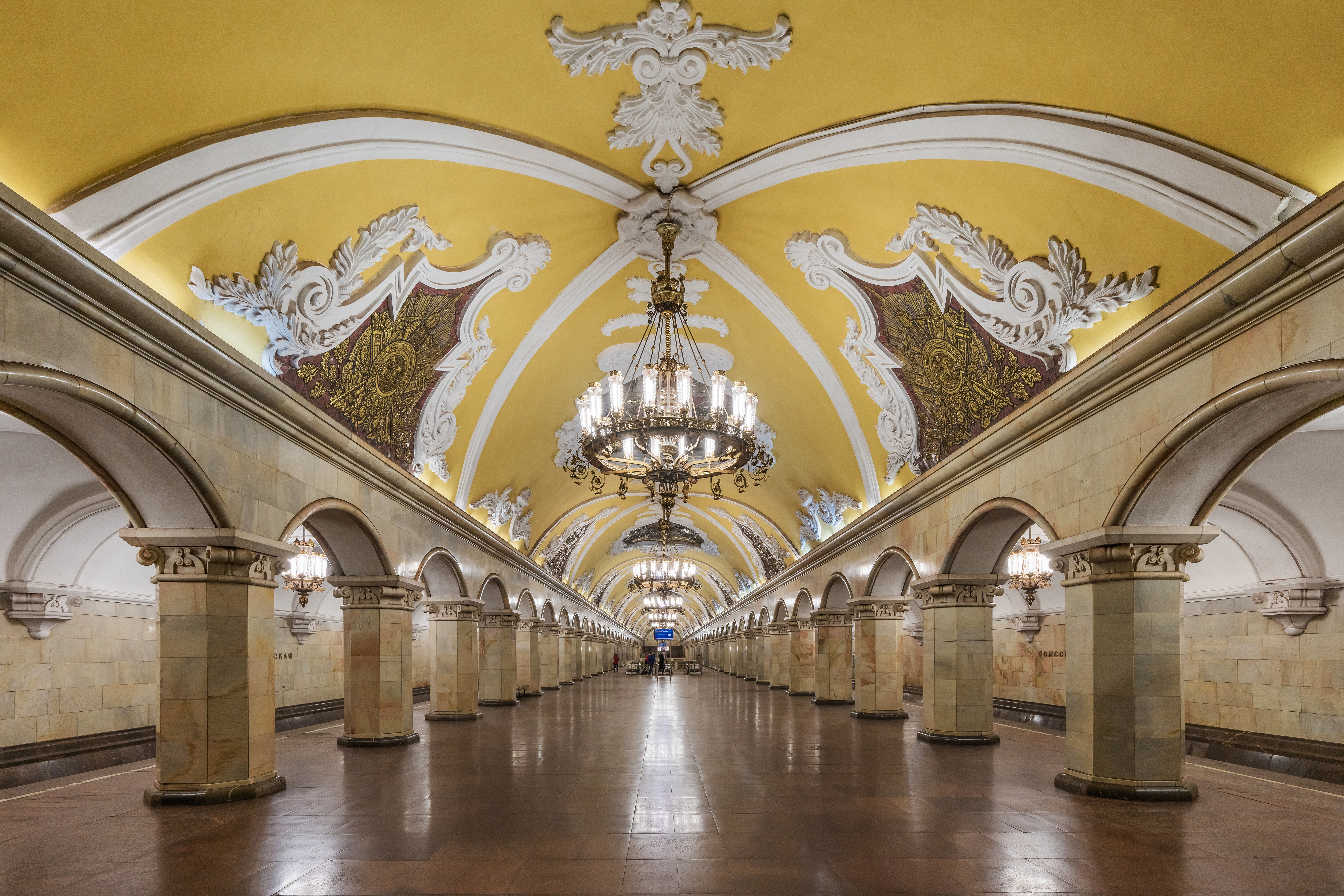
Estació Komsomolskaya

Estackió Sokol

El començament de la Guerra Freda es va promoure la construcció d'una secció profunda de la línia Arbatsko-Pokrovskaya. Les estacions en aquesta línia van ser planejades com a refugis en cas d'un escenari de guerra nuclear. Després d'acabar la línia el 1953, es van tancar les vies superiors entre Ploshchad Revolyutsii i Kiyevskaya, i posteriorment es van reobrir de nou el 1958 com a part de la Línia Filyovskaya. En el desenvolupament posterior del metro, el terme etapes no es va utilitzar més, encara que de vegades es coneix com a cinquena etapa les estacions obertes entre 1957 i 1959. Altres estacions es van habilitar amb portes estretes i sistemes de manteniment vital per funcionar com a refugi nuclear.
A finals dels anys cinquanta, les extravagàncies arquitectòniques de les noves estacions de metro es van reduir, i la decoració d'algunes estacions (com VDNKh i Alexeyevskaya) es va simplificar, en comparació amb els plans originals. Això es va fer a les ordres de Nikita Khrusxov, que va afavorir una decoració més espartana. Es va desenvolupar un disseny típic, conegut com a Sorokonozhka ('centpeus'), a partir de dissenys primerencs amb 40 columnes de formigó en dues files per a totes les noves estacions. Aquestes estacions van ser construïdes per semblar gairebé idèntiques, diferenciant-se entre elles només en el color de les rajoles de marbre i ceràmica. La majoria de les estacions es van construir amb una tecnologia més senzilla i menys costosa. El disseny utilitzat no sempre va ser el mes adequat i va resultar esdevenint un disseny utilitari. Per exemple, les parets amb rajoles de ceràmica barates eren susceptibles de generar vibracions, produint la caiguda d'algunes rajoles. No sempre es van poder substituir les rajoles que faltaven per unes altres del mateix color, cosa que finalment va fer que les parets tingueren parts diferents. No va ser fins a mitjans de la dècada dels setanta que l'arquitectura restaurada i els dissenys originals van tornar a ser populars. No obstant això, el disseny més recent de les estacions «centpeus» (amb 26 columnes, més àmpliament espaiades)  continua dominant.

### Ideals Estalinistes

#### Publicitant el metro
El metro de Moscou va ser un dels projectes arquitectònics més ambiciosos de la URSS. Els artistes i arquitectes del metro van treballar per dissenyar una estructura que mostrava la svet ('llum' o 'brillantor') i un svetloe budushchee ('futur brillant'). Amb les seves parets reflexives de marbre, sostres alts i grans llums d'aranya, moltes estacions de metro de Moscou s'han comparat a un «sol subterrani artificial». Aquest entorn subterrani palatí, recordava als usuaris que els seus impostos havien estat ben gastats pel seu futur.
El principal enginyer d'il·luminació va ser Abram Damsky, graduat de l'Institut Superior d'Estudis Artístics de Moscou. El 1930 va ser dissenyador en cap a la fàbrica Elektrosvet de Moscou, i durant la Segona Guerra Mundial va ser enviat a la fàbrica Metrostroi (Construcció de Metro) com a cap de l'empresa d'il·luminació. Damsky va reconèixer la importància de l'eficiència, així com el potencial de la llum com a forma expressiva. El seu equip va experimentar amb diferents materials, sovint bronze, alumini, làmines d'acer, i vidre opalí, i amb mètodes per optimitzar-ne la tecnologia. El discurs de Damsky sobre «Lampares i Arquitectura 1930–1950» descriu en detall les llanternes èpiques instal·lades a l'estació de Kaluzhskaia (ara anomenada Oktiabrskaia) i a l'estació de Taganskaia:
| «                                                | L'estació de Kaluzhskaya va ser dissenyada per l'arquitecte [Leonid] Poliakov. La decisió de Poliakov de basar el seu disseny en una reinterpretació de l'arquitectura clàssica russa va influir clarament en el concepte de les làmpades, algunes de les quals vaig planejar en col·laboració amb el mateix arquitecte. La forma de les llums era una torxa, la llanterna de la victòria, tal com va dir Poliakov ... La qualitat artística i la unitat estilística de totes les llums a l'interior de l'estació les van convertir potser en l'element més reeixit de la composició arquitectònica. Totes estaven fetes d'alumini fos, decorat amb un recobriment anoditzat en negre i or, una tècnica que la fàbrica Metrostroi acabava de dominar.' L'estació de metro de Taganskaia a la línia d'anells va ser dissenyada a ... un altre estil pels arquitectes K.S. Ryzhkov i A. Medvedev ... La seva temàtica tracta d'imatges de guerra i victòria ... L'efecte general va ser una cerimònia ... A les sales de plataformes, els cossos de ceràmica blava de les aranyes van tenir un paper més modest, però tot i així va posar èmfasi en l'expressivitat global del llum. | » |
| — Abram Damsky, Lamps and Architecture 1930–1950 | |   |

El treball d'Abram Damsky més enllà de publicitar aquestes idees, esperava que les persones associarien el partit amb el futur brillant.

#### Industrialització
Primer pla quinquennal de Stalin (1928-1932) va facilitar la ràpida industrialització per construir una pàtria socialista. El pla era ambiciós, buscant reorientar una societat agrària cap a la industrialització nacional. L'energia fanàtica de Stalin, la planificació a gran escala, i la distribució intel·ligent de recursos van mantenir l'increïble ritme industrial de la URSS. El primer pla quinquennal va ser fonamental per a la realització del metro de Moscou, amb una industria encara inexistent. La Unió Soviètica no hauria tingut les matèries primeres necessàries per al projecte. Per exemple, l'acer era un component principal de moltes estacions de metro. Abans de la industrialització, la Unió Soviètica no hauria pogut produir suficient acer per incorporar-lo al disseny del metro; a més, una escassetat d'acer hauria limitat la grandària del sistema de metro i el seu avanç tecnològic.
El metro de Moscou va impulsar la construcció d'una Unió Soviètica socialista perquè el projecte concordava amb el segon pla quinquennal de Stalin. Aquest se centraria en la urbanització i el desenvolupament de serveis socials. El metro de Moscou era necessari per fer front a la col·lectivització amb l'afluència de camperols que van emigrar a la ciutat durant els anys trenta. La població de Moscou havia crescut de 2,16 milions el 1928 a 3,6 milions el 1933. El metro també va reforçar la infraestructura inestable de Moscou i els seus serveis comunals, que fins aleshores eren gairebé inexistents.

#### Mobilització
El Partit Comunista tenia la força de mobilitzar-se; ja que era l'única font de control, que podia concentrar els recursos i inspirar la seva gent. L'exemple més notable de mobilització a la Unió Soviètica es va produir durant la Segona Guerra Mundial. El país també es va mobilitzar per completar el metro de Moscou amb una velocitat sense precedents. Un dels principals factors de motivació de la mobilització va ser superar a Occident i demostrar que un metro socialista podia superar els dissenys capitalistes. Va ser especialment important per a la Unió Soviètica que el socialisme triomfés industrialment, tecnològicament i artísticament a la dècada de 1930, ja que el capitalisme es trobava en crisi a causa de la Gran Depressió.
El responsable de la mobilització del metro era Làzar Kaganóvitx. Membre prominent del partit, va assumir el control del projecte com a cap de supervisors. Kaganóvitx, conegut amb el malnom de Comissari de Ferro; compartia l'energia fanàtica de Stalin, la flama oratòria dramàtica i la capacitat de mantenir els treballadors construint ràpidament amb amenaces i càstigs. Estava decidit a realitzar el metro de Moscou, independentment dels costos. Sense la capacitat de gestió de Kaganóvitx, el metro de Moscou podria haver trobat el mateix destí que el Palau del Soviets: el fracàs.
Aquesta va ser una mobilització integral; el projecte va atreure recursos i treballadors de tota la Unió Soviètica. En el seu article, l'arqueòleg Mike O'Mahoney descriu l'abast de la mobilització del metro:
| «                                                                                   | Una mà d'obra especialitzada havia estat extreta de moltes regions diferents, incloent miners dels camps de carbó ucraïnesos i siberians i treballadors de la construcció de les fàbriques siderúrgiques de Magnitogorsk, la central hidroelèctrica de Dniepr i els ferrocarrils de Turkestan-Siberia ... els materials utilitzats a la construcció del metro incloïen ferro del kuznetsk siberià, fusta procedent del nord de Rússia, ciment de la regió del Volga i del nord del Caucas, gasoil de Bakú, marbre i granit de les pedreres de Carèlia, Crimea, el Caucas, els Urals i els territoris de l'est soviètic. | » |
| — Mike O'Mahoney, Archeological Fantasies: Constructing History on the Moscow Metro | |   |

Els enginyers especialitzats eren escassos i els treballadors no qualificats van ser fonamentals per a la realització del metro. El Metrostroi, l'organització responsable de la construcció del metro, va dur a terme campanyes massives de contractació. Va imprimir 15.000 exemplars de Udarnik Metrostoia (Metrostroi Treballadors de Xoc, el seu diari), i altres 700 butlletins (alguns en diferents idiomes) per atraure treballadors no qualificats. Kaganovich va estar molt implicat en la campanya de contractació de membres del moviment de joventut Komsomol.

#### Influències patriòtiques
Quan el metro es va inaugurar el 1935, es va convertir immediatament en el centre del sistema de transport. Més que això, era un dispositiu estalinista que controlava la població i els donava una apreciació de l'art realista soviètic. Es va convertir en el prototip de futures tecnologies soviètiques a gran escala. Kaganóvitx que en tenia el comandament, va dissenyar el metro per tal que els ciutadans absorbissin els valors i l'ethos de la civilització estalinista que desitjava. Les obres de les 13 estacions originals es van fer famoses nacionalment i internacional. Per exemple, l'estació de metro de la plaça Sverdlov presentava baixos relleus de porcellana que representaven la vida quotidiana dels pobles soviètics; i els baixos relleus del complex esportiu Dynamo Stadium van glorificar els esports i les destreses físiques sobre el nou «Homo Sovieticus». El metro va ser considerat com el símbol del nou ordre social: una mena de catedral comunista de l'enginyeria moderna.
El metro era emblemàtic també perquè mostrava el realisme socialista en l'art públic. El realisme socialista era, de fet, un mètode, no un estil. Aquest mètode va estar influenciat per Nikolay Chernyshevsky, el nihilista favorit del segle xix de Lenin, qui va declarar que «l'art no serveix si no serveix a la política». Aquesta màxima explica per què les estacions combinen estètica, tecnologia i ideologia. Es va rebutjar qualsevol pla que no incorporés les tres àrees de manera coherent. Sense aquesta cohesió, el metro no reflectiria el realisme socialista. Si el metro no utilitzara el realisme, no il·lustraria els valors estalinistes ni transformaria els ciutadans soviètics en socialistes. Qualsevol cosa menys no inspirar un vincle nacionalista durador per a la nova societat de Stalin.

## Incidents notables

### 1977 bombardejos
El 8 de gener de 1977, es va informar que una bomba va matar a 7 persones i ee va patir greus ferides. Va succeir en un tren ple de gent entre les estacions d'Izmaylovskaya i Pervomayskaya. Més tard, tres armenis van ser arrestats, acusats i executats en relació amb l'incident.

### 1981 focs en estació
El 1981 de juny es van treure set cossos de l'estació d'Estació Oktyabrskaya durant un incendi. També es va informar d'un altre incendi a l'Estació Prospekt Mira en aquella jornada.

### 1982 accident en escala mecànica
Un accident fatal va ocórrer el 17 de febrer de 1982 a causa d'un esfondrament d'una escala mecànica a l'Estació Aviamotornaya en la Línia Kalininskaya. Van morir vuit persones i 30 van resultar ferides a col·lisió múltiple causada per un error en els frens d'emergència.

### 2000 bombes
El 8 d'agost de 2000, una forta explosió en un pas subterrani de metro a l'estació de metro de Pushkinskaya al centre de Moscou va cobrar la vida de 12 persones, amb 150 ferits. Una bomba casolana equivalent a 800 grams de TNT s'havia quedat en una bossa propera a un quiosc.

### 2004 bombes
El 6 de febrer de 2004, una explosió va destruir un tren entre les estacions de Avtozavodskaya i Paveletskaya de la Línia Zamoskvoretskaya, matant a 41 persones i ferint més de 100. Es va culpar als terroristes txetxens. Una investigació posterior va concloure que un resident Karatxai-Txerkèssia (militant islàmic) havia dut a terme un atemptat suïcida. El mateix grup va organitzar un altre atac el 31 d'agost de 2004, matant a 10 i ferint més de 50 persones.

### 2005 apagada a Moscou
El 25 de maig de 2005, una apagada elèctrica a tota la ciutat va aturar l'operativa en algunes línies. Malgrat tot van continuar funcionant algunes estacions: Sokolnicheskaya, Zamoskvoretskaya de Avtozavodskaya a Rechnoy Vokzal, Arbatsko-Pokrovskaya, Filyovskaya, Koltsevaya, Kaluzhsko-Rizhskaya de Parc Bitsevskiy a Oktyabrskaya-Radialnaya i de Prospekt Mira-Radialnaya a Medvedkovo, Tagansko-Krasnopresnenskaya, Kalininskaya, Serpukhovsko-Timiryazevskaya de Serpukhovskaya a Altufyevo i Lyublinskaya de Chkalovskaya a Dubrovka. No hi va haver cap servei a les línies de Kakhovskaya i Butovskaya. L'apagada va afectar severament les línies Zamoskvoretskaya i Serpukhovsko-Timiryazevskaya, on inicialment tot el servei va ser interromput a causa dels trens detinguts en túnels de la part sud de la ciutat, els més afectats per la desconnexió. Posteriorment, es va reprendre un servei limitat i es van evacuar els passatgers encallats en túnels. Algunes línies només van ser afectades lleugerament per l'apagada, que va afectar principalment al sud de Moscou; les parts nord, est i occidental de la ciutat van experimentar poca o cap interrupció.

### 2006 incident cartelleria
El 19 de març de 2006 es va conduir una pila de construcció procedent d'una instal·lació de taulers no autoritzats a través d'un sostre del túnel, que va colpejar un tren entre les estacions de Sokol i Voikovskaya a la línia Zamoskvoretskaya. No es van reportar lesions.

### 2010 bombes
El 29 de març de 2010, dues bombes van esclatar a la línia Sokolnicheskaya, matant a 40 persones i ferint-ne 102 més. La primera bomba va sortir a l'estació de Lubyanka a la línia de Sokolnicheskaya a les 7:56, a l'hora punta del matí. Almenys 26 van morir en la primera explosió, dels quals 14 van ser al vagó on va tenir lloc. Una segona explosió es va produir a l'estació de Park Kultury a les 8:38, aproximadament quaranta minuts després de la primera. Catorze persones van morir en aquesta explosió. L'Emirat del Caucas va reclamar més tard la responsabilitat dels bombardejos.

### 2014 incident de pila
El 25 de gener de 2014, a les 15:37, una pila de construcció procedent d'un lloc de la Línia Central de Moscou va caure per un sostre del túnel entre les estacions Avtozavodskaya i Kolomenskaya a la línia Zamoskvoretskaya. L'operador del tren va aplicar frens d'emergència i el tren no va xocar contra la pila. Els passatgers van ser evacuats del túnel, sense que es prouisssin ferides. El funcionament normal de la línia es va reprendre el mateix dia a les 20:00

### 2014 descarrilament
El 15 de juliol de 2014, un tren va descarrilar entre Park Pobedy i Slavyansky Bulvar a la línia Arbatsko-Pokrovskaya, matant vint-i-quatre persones i ferint-ne dotzenes més.

## Logotip
La primera línia del metro de Moscou va començar el 1935, amb el primer logotip, la capital M emparellada amb el text "МЕТРО". No hi ha informació precisa sobre l'autor del logotip, de manera que sovint s'atribueix als arquitectes de les primeres estacions: Samuil Kravets, Ivan Taranov i Nadezhda Bykova. Cal destacar, però, que fins i tot a la inauguració el 1935, la carta M del logotip no tenia una forma definitiva.
Actualment, es coneixen almenys deu variacions diferents en la forma i ús. El Metro de Moscou encara no té pautes de marca o logotip clares. L'octubre del 2013 es va intentar llançar un concurs d'imatge de marca a nivell nacional, que es va tancar diverses hores després del seu anunci. Un concurs similar, que es va celebrar independentment més tard aquest any per la companyia de disseny de proveïment participatiu, DesignContest, va donar millors resultats, tot i que cap es va ser acceptat oficialment pels responsables del Metro.